# 関東ローカル
関東ローカル（かんとうローカル）とは関東地方に限定されている物事を指す。

## 関東ローカルの商品
かつては関東ローカル商品だった物
- スターバックス・ディスカバリーズ - 発売当初は東京都・神奈川県・埼玉県・千葉県で販売。後に茨城県・栃木県・群馬県でも展開し甲信越地方（山梨県・長野県・新潟県）・静岡県を含め1都10県での販売を経て、現在は全国で展開している。
- マックスコーヒー - 茨城県・千葉県・栃木県。2006年から東京都・埼玉県・群馬県・新潟県でも販売開始、さらに2009年2月から販売エリアを日本全国に拡大した。
- ドクターペッパー（炭酸飲料） - レギュラー販売されている関東地方（新潟県・山梨県・静岡県含む）や沖縄県でのみ購入可能であったが、現在は販路が限られているものの、全国で購入できる。

関東以外での知名度・流通量が著しく低い商品
- ホッピー（飲料）
- ちくわぶ（食品）
- あんずボー（駄菓子）
- アラビヤン焼そば（インスタント焼きそば）

## 関東ローカルのチェーン店舗
スーパーマーケットは各地域ごとに特有のものが多く、関東も例外ではない。

## 関東ローカルの新聞
新聞については関東地方のほか山梨県・静岡県のほぼ全域（一部は西部地域のみ名古屋本支社編集分を販売）・長野県も販売エリアとなっている（新潟県は北陸・東北エリアの範疇が多いとされる）。
- 東京新聞（ブロック紙）

中日新聞東京本社発行。中日新聞と一部記事を共有（国際面、日曜版など）。南関東4都県では夕刊もある。山梨県と長野県、静岡県西部では未発売（長野県中信・南信、静岡県西部では中日新聞が発売されているほか、静岡県中・東部では中日新聞と東京新聞が併売されている）。
- 産経新聞（準全国紙）

大阪発祥の新聞であるが、1950年に東京に進出して全国紙としての体制を確立した。1955年に東京下町地域を主な読者層としていた時事新報を吸収合併。2002年3月末で東京発行版のみ夕刊の発行を廃止し、朝刊専売紙に移行した。関西（地元紙の強い京都府・兵庫県を除く）ではシェアが高いのに対し、関東では他の全国紙に大きく差を付けられている。
- 東京中日スポーツ（スポーツ新聞）

中日スポーツの関東版。2面に「名古屋へ行ったら中日スポーツ」という小さな広告が掲載されている。反対に、中日スポーツには2面に「東京へ行ったら東京中日スポーツ」の広告が掲載されている。販売エリアは関東地方と静岡県（西部除く）。
- 日刊ゲンダイ（タブロイド夕刊紙）

講談社グループの「株式会社日刊現代」が発行。日本新聞協会に非加盟。近畿地方でも発行され、東海3県においては中部経済新聞社が委託発行。
- 夕刊フジ（タブロイド夕刊紙）

産業経済新聞社（産経新聞）が発行する夕刊紙。産経新聞発祥の地である近畿地方でも発行。
- 東京スポーツ（夕刊紙）

夕刊紙では日本最大の発行部数を誇る。近畿地方では「大阪スポーツ」、中京3県及び静岡県西部では「中京スポーツ」、さらに九州地方では「九州スポーツ」の題号でそれぞれ朝刊を発行。
- デイリースポーツ（スポーツ紙）

関西発祥で神戸新聞系列のスポーツ紙であるが、1955年に関東進出。東京本社版は1975年から「夕刊デイリー」の題号で夕刊も発行されていたが、2009年11月30日をもって東京本社版の夕刊は休刊となった。
- その他に各県域紙が各都県にあるが、関東では概して全国紙が強い。但し、東京都の小笠原諸島など新聞配達自体が存在しない地区も存在する。

## 関東ローカルの雑誌
- 千葉ウォーカー - KADOKAWA（角川マガジンズ）が発行。

## 関東ローカルのテレビ番組
関東広域圏のテレビ局やラジオ局、関東各地の独立テレビ放送局（テレビ神奈川、テレビ埼玉、千葉テレビ放送、群馬テレビなど）やラジオ局などで放送されるローカル番組を指すことが多い。ただし放送業界では、関東キー局の制作する番組でローカルセールス扱いとなる番組を含め「関東ローカル」と呼称する場合も多く、この場合は番組自体は他地域でも見られる。この項目では前者について取り上げる。
関東広域テレビ局は全国的に放送される番組の多い「キー局」であるが、本当の意味で全国放送（国内全ての都道府県/市町村で同時に受信できる状態）になっているとは言えない。例えば、全国のニュースを読んでいるキャスターがそのまま関東ローカルのニュースを読んでいることが多い。こうしたことから関東地方で生まれ育ち且つ他の地方（特に民放で受信できる地上波が4局以下の地域）に在住した経験のない者は関東ローカルの番組やCMでも全国放送されていると錯覚してしまっていることがあり、特に地上波のアニメで最も顕著に見られる。「地上波のアニメは関東広域圏ではほぼ余すことなく見られる」と言われているため、事実上「地上波のアニメもほぼ関東ローカル」と化している。ただし『ガラスの艦隊』や『アニアニランド』内の『びんちょうタン』など、関東では途中で打ち切られた作品もあり、全作品が見られても他地方と同様に全話見られるわけではない（両者とも関西ローカルで最終話までが放送された）。夕方ニュースの18時台後半の特集なども基本的には関東ローカルであるが、重大事件の報道では系列局でも後半パートを放送する場合がある。これ以外にも裏送り扱いでキー局でも放送されない番組（5分間のミニ番組など）がある。
2000年代後半頃から日本テレビのように、全国ネットの番組であえて関東ローカルの番組を取り上げる、或いはパロディを制作することも多くなっている。そのため、関東地方でしか視聴できない番組（『ラジかるッ』『ザ・ノンフィクション』など）ながら、番組名の知名度だけが全国区になっている場合もある（在阪各局など制作の場合も同様に関西ローカルの番組名だけをあげることもあり、同様のケースが見られる）。また、『FNNスーパーニュース』の関東ローカル天気予報を担当している石原良純が全国ネットの番組で度々「気象予報士」として取り上げられることにより気象予報士としての知名度が向上する、といった現象も見られる。
通常のタレントとはかなり異なった人選をしており、人気を誇る俳優や女優や声優や歌手を起用した物が多く毎日何らかの番組で必ず芸能人を見掛ける。また深夜時間帯にバラエティ番組を試験的に放送し、好評だった番組を全国ネットに拡大するケースが多い（『夢で逢えたら』『料理天国』など）。これには、とりわけ東京には芸能・テレビ関係者が多いという特殊な事情もある。2010年代以降はキー局が制作に関与しているネット配信番組を関東地区のみ地上波で放送する事例も増えている。
関東地方（小笠原諸島などを除く）は、羽田空港や東京駅を中心とした交通網が発達していることを活かし、旅行番組が多く制作されるのも特徴である（『小さな旅』『ぶらり途中下車の旅』『ちい散歩』『旅美人』など）。関東広域圏内には日光、秩父、川越、箱根、横浜、鎌倉、水郷などの著名観光地があり、それらは概して鉄道を利用して日帰りで行ける。
ラジオ番組に関しても朝から夕方にかけての帯ワイド番組はほぼローカル放送であり、帯番組の担当者は他のメディアにはあまり出演しないため、他地域では名前だけ知れ渡ることが多い。
現在放送中のローカル番組は次の通りとなっている。
以下、地上デジタル放送の親局のチャンネル順、同じチャンネル内は50音順に並べてある。キー局以外にネットされているもの（BSデジタルも対象）を含まない。ただし、帯番組で特定曜日のみネットされているものを除く。

### NHK放送センター
NHK放送センター、Category:NHKの地域番組も参照。
2020年3月以降は、ネット配信のNHKプラスで日本全国で視聴可能。
- ひるまえ ほっと
- 首都圏ニュース845
- 首都圏ネットワーク
- 特報首都圏⇒金曜イチから⇒首都圏情報 ネタドリ![注釈 1]
- 首都圏ニュース
- NHKニュースおはよう日本・関東甲信越
- ニュース845
- キッチンが走る!（2017年3月終了）

### 日本テレビ
日本テレビ放送網、Category:日本テレビのローカル番組も参照。
- 日テレポシュレ
- 日テレアップDate!
- news every.(第3部の18時15分〜、一部コーナーはNNN系列局の一部で同時又は時差放送あり。)

### テレビ朝日
テレビ朝日、Category:テレビ朝日のローカル番組も参照。
- 散歩シリーズ - ※2025年現在はじゅん散歩が該当。
- 東京サイト
- はい!テレビ朝日です
- スーパーJチャンネル(第2部の18時15分〜)
- コウペンちゃん[1]

### TBSテレビ
TBSテレビ、Category:TBSのローカル番組も参照。
- Nスタ(第2部の18時15分〜)
- Oh!ベイスターズ
- ふるさとシリーズ - ※2025年現在は「ふるさとの未来」[注釈 2]が該当。
- 開運音楽堂
- TBSレビュー
- 奥さま劇場
- スマイルすきっぷ〜明日の元気をフルチャージ!〜
- シナモンと安田顕のゆるドキ☆クッキング

### テレビ東京
テレビ東京、Category:テレビ東京のローカル番組も参照。
- 午後のロードショー
- ウォッチ!7
- ニュースブレイク
- アニソンぷらす（2024年現在はあにレコTVが放送中）
- ものスタ
- 7スタライブ
- PASSPO☆の尺うまTV
- 絆体感TV 機動戦士ガンダム 第07板倉小隊（BSジャパン〈現・BSテレ東〉にて全国放送）
- よじごじDays

### フジテレビ
フジテレビジョン、Category:フジテレビのローカル番組も参照。
- メディアミックスα
- Live News イット!(第3部の18時9分〜)

## 関東ローカルのラジオ番組
近年は在京AM3局であるTBSラジオ（TBS）・文化放送（QR）ニッポン放送（LF）を中心に、今まで関東ローカルで放送されてきた日中及び夜ワイド番組が（土日を中心に）関東以外の一部地域へもネットされる割合が増えてきている。
在京球団プロ野球デーゲーム中継は県域FM局であるFM NACK5（本社：埼玉県）を除いて非実施で、年数回程度特番扱いで放送するのみである（他地域局は各地区球団が出場するデーゲームを中継）。

### TBSラジオ
2010年シーズンより土日のナイター中継枠（タイトルは『TBSラジオ エキサイトベースボール』）が廃止され、冬期（ナイターオフ期）と同じ編成に改められた（『ラジオ寄席』は引き続きナイターオフ期限定であるため、ナイター期間の編成は全く同じではない）。2017年に平日のプロ野球中継も廃止され、番組編成は全シーズンで統一された。
- 生島ヒロシのおはよう定食（連続して放送する生島ヒロシのおはよう一直線は全国ネット）
- 森本毅郎・スタンバイ!（話題のアンテナ 日本全国8時ですのコーナーは全国ネット）
- パンサー向井の＃ふらっと
- ジェーン・スー 生活は踊る
- 毒蝮三太夫のミュージックプレゼント
- たまむすび
- 蓮見孝之 まとめて!土曜日
- 安住紳一郎の日曜天国

### 文化放送
- 大竹まこと ゴールデンラジオ!
- 文化放送ライオンズナイター・文化放送ホームランナイター（在阪球団試合のネット受けは火・水・木・土・日曜はABC制作、金曜MBS制作。2010年シーズンより「ホームランナイター」土曜版は関東以外の一部地方局にも本編ネット開始。平日は2017年まで開催地に関係なく自社制作だったが、2018年からはTBSラジオの野球中継撤退を補う形でHBC・TBC・CBC・ABC（火 - 木曜）・MBS（金曜）・RCC（裏送り）・RKBと相互提携している。2019年からホームランナイターは関東地区では不定期放送に移行し、ネット局の裏送りのみ制作）

### ニッポン放送
- ニッポン放送ショウアップナイター（在阪球団試合のネット受けは火・水・木・土・日曜がMBS制作、金曜がABC制作。関東以外の地方局には水・木・金曜に本編ネット。土日は在阪球団試合を除いて自社制作であるが、予備カードからの昇格時限定でJRN単独扱いであるCBC・HBC・RKBからネット受けすることが想定されていた。2018年のTBSラジオの野球中継撤退以降、JRN系列局との相互提携が本格化した）

### ラジオ日本
ラジオ日本は独立局なのでネットワークは持っていないが、一部のミニ番組は東海・近畿のAM局に番組販売としてネットすることもある。
- ラジオ日本ジャイアンツナイター

### LuckyFM茨城放送
LuckyFM茨城放送はネットワークに属してはいるものの、ほとんどが茨城ローカルの独自制作番組である。

### 栃木放送
栃木放送はNRNに属しているものの、ほとんどが栃木ローカルの自社制作番組である。プロ野球ナイター中継及び深夜放送枠はNRNを活用している。

## 関東ローカルのCM
この項目ではキー局5社（日本テレビ、テレビ朝日、TBSテレビ、テレビ東京、フジテレビ）で放映されているCMを取り上げる。
- 東京ガス
- 東京電力ホールディングス※静岡県、山梨県でも放送（東京電力福島第一原子力発電所事故を機にテレビ・ラジオでの広告出稿は基本的に行っていなかったが、2018年から復活している）
- 東急グループ※静岡県でも放送、かつては北海道でも放送。
- 小田急グループ※静岡県でも放送
- 京成電鉄（京成スカイライナー）
- 西武鉄道※2017年以降のCM（ちちんぶいぶい秩父）に出演している林家たい平が、『笑点』の挨拶でCMに触れることがある
- 東武鉄道※東京スカイツリー開業直後は、東海地方や近畿地方、広島県等でもスポットCMを放送した例あり。1970年代にも全日本観光→東武トラベル（現・東武トップツアーズ）と共同でデラックスロマンスカーと日光・鬼怒川観光のCMの出稿を東海・近畿地方で行ったことがある。
- 京王電鉄
- 京浜急行電鉄※羽田空港到着便利用者向けとして、静岡県や西日本でも番組スポンサーとなったり、スポットCMを出稿する例がある
- 東京メトロ※特別番組（東京マラソンや東京観光をテーマにした番組など）で全国放映あり
- 崎陽軒
- まるか食品※販路拡大により西日本の一部でも放映される場合がある他「ペヤングソースやきそば」のCMは東北でも流れたことがある）
- ヒゲタ醤油
- ヤマサ味噌※発売元の益子味噌が倒産しているので今は放送していない
- ベイシア
- 富士サファリパーク※所在地である静岡県を含め、周辺の一部地域でも放送
- 群馬サファリパーク
- 新昭和
- アイダ設計※広島県など進出地域でも放送
- ポラス
- 新日本ハウス (埼玉県の企業)
- メガネドラッグ
- オノデン
- ラオックス※かつては宮城県でも放送
- 石垣食品
- 群馬銀行
- 常陽銀行
- 筑波銀行
- 足利銀行
- 武蔵野銀行
- 横浜銀行
- 千葉銀行
- 千葉興業銀行
- 京葉銀行
- 栃木銀行
- 神奈川銀行